# 마모루 군은 저주받아 버렸다!
마모루 군은 저주받아 버렸다!(まもるクンは呪われてしまった!)은 G.rev와 길티가 개발한 아케이드 진행형 슈팅 게임이다. 불의의 사고를 겪고 사후세계로 떨어진 마모루와 그의 일행이 현실로 다시 돌려보내겠다는 무녀의 제안을 받고 위기에 빠진 명계를 구하기 위해 고군분투한다는 내용이다.
2008년 7월 30일에 아케이드로 최초로 발매한 이후 2009년 6월 25일에 엑스박스 360로 이식됐다. 2013년 7월 16일엔 HD 화면과 DLC 캐릭터들이 포함되고 새로운 모드가 추가된 확장판이 플레이스테이션 3로 발매됐다. 북미 지역에선 2013년 7월 16일에 PS3 버전이 마모루군 커스!(Mamorukun Curse!)라는 제목으로 발매됐다.